# Cyril Chabanier
Cyril Chabanier, né le 28 mars 1973 à Arles est un syndicaliste français, président de la Confédération française des travailleurs chrétiens (CFTC) depuis 2019. 

## Biographie
Cyril Chabanier est fils unique, ses parents sont responsables d'une brasserie-restaurant.
Il est titulaire d'une maîtrise en sciences économiques et d'un DESS en sciences sociales. Au terme de ses études, il est chargé d'études à la CNAF. 
Il adhère à la CFTC en 2002.
Il est juge de ligne dans de nombreux tournois de tennis, notamment à Roland Garros.
Le 7 novembre 2019, il est élu président du syndicat de la Confédération française des travailleurs chrétiens. Il obtient 89,38 % des suffrages, succédant à Philippe Louis. 
Il est l'homme du syndicat pendant les mobilisations sociales de 2023.

## Vie privée
Il est marié sans enfant. 